# Haplogrup F del cromosoma Y humà

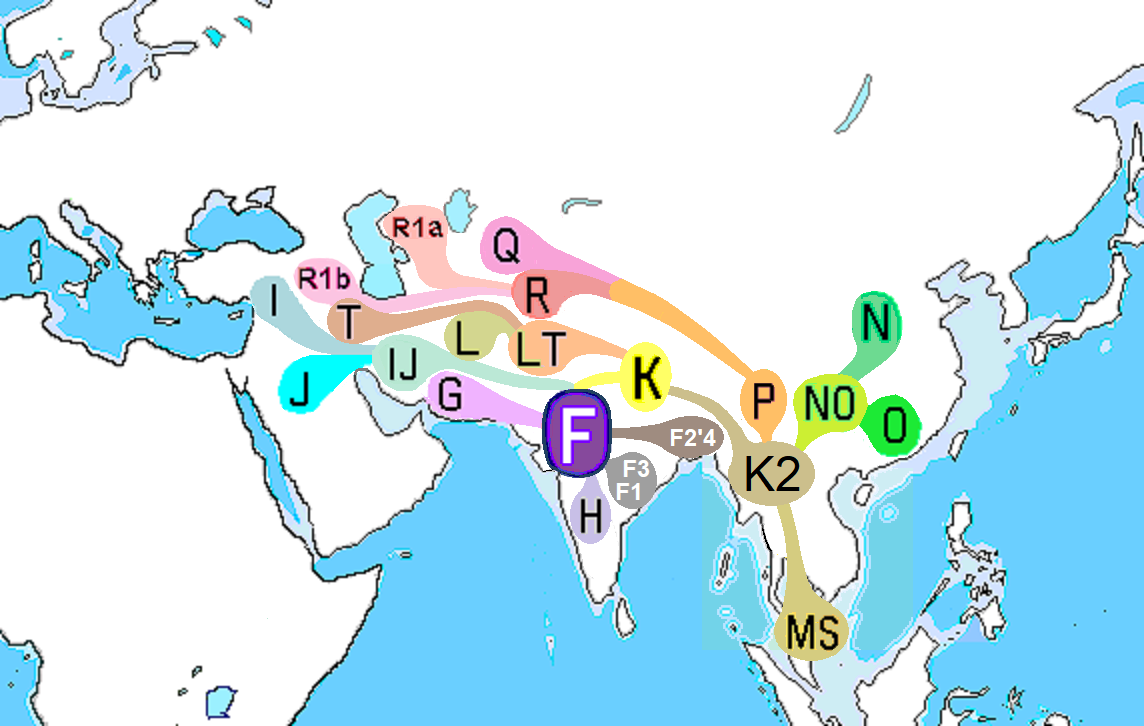
Dispersió de l'haplogrup F del cromosoma Y segons la teoria de l'origen indostànic

L'haplogrup F del cromosoma Y humà és un haplogrup format a partir de l'haplotip M89 del cromosoma Y humà.
S'ha calculat que va aparèixer a Àfrica fa uns 45.000 anys. Es creu que representa una segona onada d'expansió a fora d'Àfrica.
L'haplogrup F és l'ancestral dels haplogrups G (M201), H (M52), I (M170), J (12f2.1), i K (M9) amb els seus haplogrups descendents (L, M, N, O, P, Q, i R).